# Delitzsch
Delitzsch (phát âm tiếng Đức: [ˈdeːlɪtʃ]) là một thị xã thuộc huyện Nordsachsen, trong bang tự do Sachsen, Đức và là đô thị cực bắc của bang Sachsen. Đô thị này có diện tích 83,57 ki lô mét vuông, dân số cuối năm 2010 là 26.344 người.